# Zgornja Bačkova
Zgornja Bačkova – wieś w Słowenii, w gminie Sveta Ana. W 2018 roku liczyła 49 mieszkańców.